# Manoir de Muraste
Le manoir de Morras (en allemand : Gutshaus Morras ; en estonien : Muraste mõis) est l’ancien manoir seigneurial du domaine de Morras ; il est aujourd’hui en ruines et situé dans le village estonien de Muraste de la commune d’Harku (région d’Harju).

## Historique

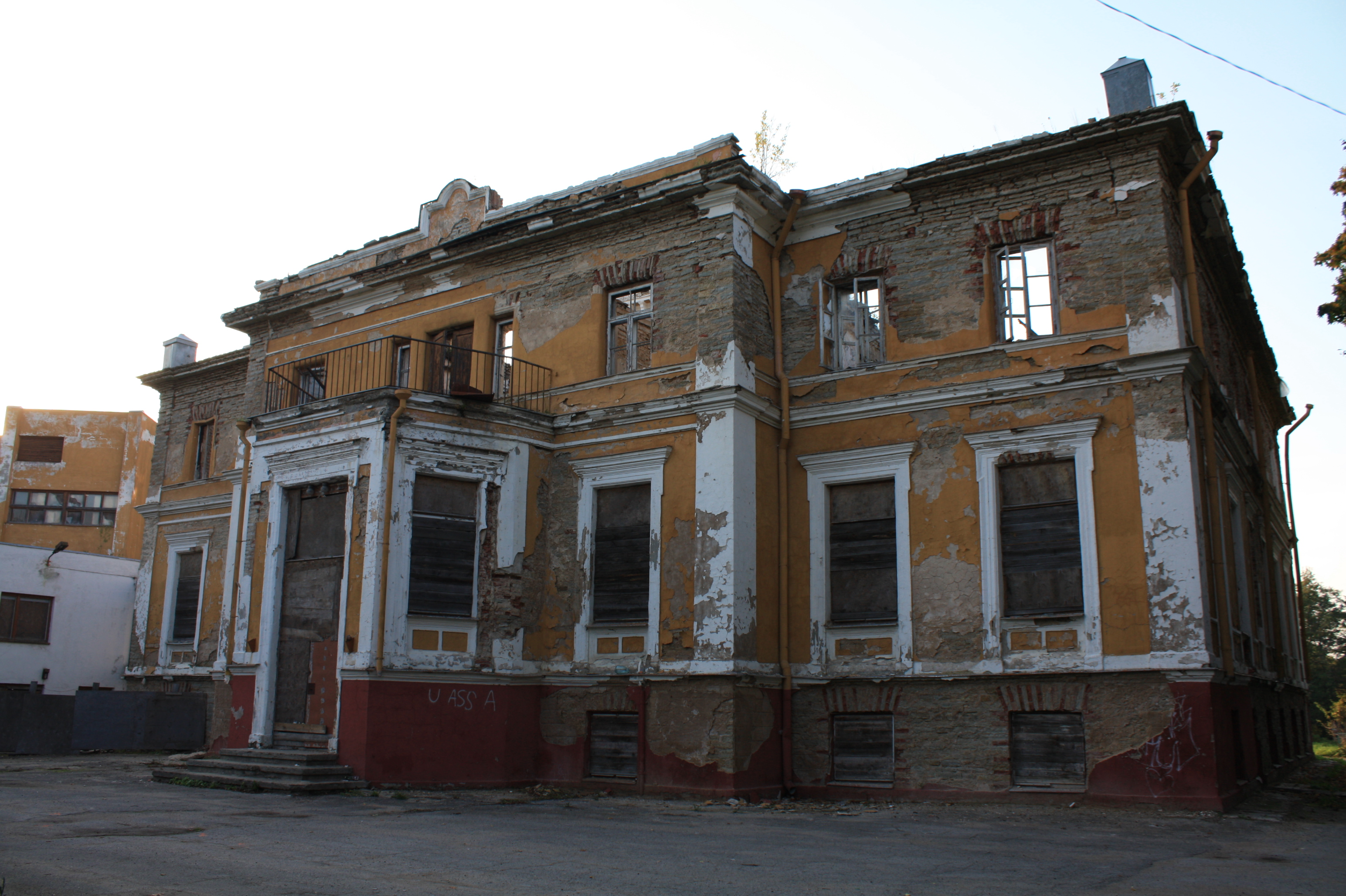
Façade côté cour.

C’est en 1620 qu’est formé le domaine de Morrasti, appelé ensuite Morras, par Erich von Beck (en latin : Ericus Beck) dans la paroisse de Kegel. Il est la propriété de la famille von zur Mühlen au XVIIIe siècle, puis de la famille von Kaulbars et de la famille von Westphalen. Il est acquis en 1848 par le navigateur Otto von Krusenstern, petit-fils de l’explorateur Johann Adam von Krusenstern, qui fait construire en 1851 un nouveau logis en style néorenaissance, avec une loggia dans le goût florentin flanquée d’une tour. Différents propriétaires se succèdent par la suite (les derniers étant la famille von Weymarn), jusqu’à la nationalisation du domaine en 1919, par le gouvernement de la nouvelle république estonienne. Le manoir sert d’orphelinat, jusqu’en 1991, à l’époque de la République socialiste soviétique d’Estonie. On construit de nouveaux bâtiments dont certains sont reliés par une galerie au manoir dans les années 1980.
L’ancien manoir est privatisé en 1995, mais il brûle lors d’un incendie en 2001 et se trouve en octobre 2010 à l’état de ruines.

## Source
- (ru) Cet article est partiellement ou en totalité issu de l’article de Wikipédia en russe intitulé « Мыза Мурасте » (voir la liste des auteurs).